# Wahlkreis Alpes-de-Haute-Provence I
Der Wahlkreis Alpes-de-Haute-Provence I (französisch première circonscription des Alpes-de-Haute-Provence) ist ein französischer Wahlkreis im Département Alpes-de-Haute-Provence.

## Liste der Abgeordneten des Wahlkreises
| Wahl | Gewählt    | Gewählt                    | Partei                                                             |
| ---- | ---------- | -------------------------- | ------------------------------------------------------------------ |
| 1958 |            | Roger Diet                 | Union pour la Nouvelle République                                  |
| 1962 |            | Marcel Massot              | Parti radical valoisien                                            |
| 1967 |            | Marcel Massot              | Parti radical valoisien                                            |
| 1968 |            | Marcel Massot              | Parti radical valoisien                                            |
| 1973 |            | Marcel Massot              | Parti radical de gauche                                            |
| 1978 |            | François Massot            | Parti radical valoisien                                            |
| 1981 |            | François Massot            | Parti radical valoisien                                            |
| 1986 | Listenwahl | Listenwahl                 | Listenwahl                                                         |
| 1988 |            | François Massot            | Parti socialiste                                                   |
| 1993 |            | Pierre Rinaldi (bis 1994)  | Rassemblement pour la République                                   |
| 1993 |            | Francis Galizi (seit 1994) | Union pour la démocratie française - Centre des démocrates sociaux |
| 1997 |            | Jean-Louis Bianco          | Parti socialiste                                                   |
| 2002 |            | Jean-Louis Bianco          | Parti socialiste                                                   |
| 2007 |            | Jean-Louis Bianco          | Parti socialiste                                                   |
| 2012 |            | Gilbert Sauvan             | Parti socialiste                                                   |
| 2017 |            | Delphine Bagarry           | La République en Marche (seit 2020: Les Nouveaux Démocrates)       |
| 2022 |            | Christian Girard           | Rassemblement National                                             |

## Wahlergebnisse

### Parlamentswahl 2002
| Kandidaten                                                            | Kandidaten                       | Parteien                                          | 1. Wahlgang | 1. Wahlgang | 2. Wahlgang | 2. Wahlgang |
| Kandidaten                                                            | Kandidaten                       | Parteien                                          | Stimmen     | %           | Stimmen     | %           |
| --------------------------------------------------------------------- | -------------------------------- | ------------------------------------------------- | ----------- | ----------- | ----------- | ----------- |
|                                                                       | Jean-Louis Biancogewählt         | SOC – Parti socialiste                            | 11.994      | 33,8        | 16.907      | 50,8        |
|                                                                       | Francis Galizi                   | UMP – Union pour la majorité présidentielle       | 10.603      | 29,9        | 16.379      | 49,2        |
|                                                                       | Michelle Signoret                | FN – Front national                               | 4.322       | 12,2        |             |             |
|                                                                       | José Escanez                     | PREP – Pôle républicain                           | 2.031       | 5,7         |             |             |
|                                                                       | Christian Jauffret               | CPNT – Chasse, pêche, nature et traditions        | 1.398       | 3,9         |             |             |
|                                                                       | Philippe Berrod                  | VEC – Les Verts                                   | 1.233       | 3,5         |             |             |
|                                                                       | Joëlle Tebar                     | UDF – Union pour la démocratie française          | 943         | 2,7         |             |             |
|                                                                       | Valérie Durey                    | LCR – Ligue communiste révolutionnaire            | 701         | 2,0         |             |             |
|                                                                       | Christophe Scaramelli            | EXD – Unabh.                                      | 602         | 1,7         |             |             |
|                                                                       | Anne-Laure Goislard de Monsabert | MNR – Mouvement national républicain              | 342         | 1,0         |             |             |
|                                                                       | Muriel Parian                    | ECO – Renouveau écologique                        | 305         | 0,9         |             |             |
|                                                                       | Olivier Tripelon                 | LO – Lutte Ouvrière                               | 296         | 0,8         |             |             |
|                                                                       | Richard Tonelli                  | ECO – Génération écologie                         | 265         | 0,7         |             |             |
|                                                                       | Gaud Chauvin                     | ECO – Mouvement écologiste indépendant            | 205         | 0,6         |             |             |
|                                                                       | Gérard Delapierre                | EXG – Parti des travailleurs                      | 148         | 0,4         |             |             |
|                                                                       | Marcel Germain                   | DVD – Centre national des indépendants et paysans | 78          | 0,2         |             |             |
|                                                                       | Ouerdia Tabet                    | DIV – Parti fédéraliste                           | 39          | 0,1         |             |             |
| Gesamt                                                                | Gesamt                           | Gesamt                                            | 35.505      | 100         | 33.286      | 100         |
|                                                                       |                                  |                                                   |             |             |             |             |
| Ungültige Stimmen                                                     | Ungültige Stimmen                | Ungültige Stimmen                                 | 938         | 2,6         | 1.873       | 5,3         |
| Wähler                                                                | Wähler                           | Wähler                                            | 36.443      | 67,8        | 35.159      | 65,4        |
| Wahlberechtigte                                                       | Wahlberechtigte                  | Wahlberechtigte                                   | 53.761      |             | 53.757      |             |
|                                                                       |                                  |                                                   |             |             |             |             |
| Quellen: Innenministerium, Ergebnis – Assemblée nationale, Kandidaten |                                  |                                                   |             |             |             |             |

### Parlamentswahl 2007
| Kandidaten               | Kandidaten               | Parteien                                                      | 1. Wahlgang | 1. Wahlgang | 2. Wahlgang | 2. Wahlgang |
| Kandidaten               | Kandidaten               | Parteien                                                      | Stimmen     | %           | Stimmen     | %           |
| ------------------------ | ------------------------ | ------------------------------------------------------------- | ----------- | ----------- | ----------- | ----------- |
|                          | Jean-Louis Biancogewählt | SOC – Parti socialiste                                        | 13.902      | 36,4        | 20.791      | 52,3        |
|                          | Eliane Barreille         | UMP – Union pour un mouvement populaire                       | 14.745      | 38,6        | 18.938      | 47,7        |
|                          | Joëlle Tebar             | UDFD – Union pour la démocratie française/Mouvement démocrate | 1.841       | 4,8         |             |             |
|                          | Mireille Jouzier-Berges  | FN – Front national                                           | 1.600       | 4,2         |             |             |
|                          | Aurore Hernandez         | COM – Parti communiste français                               | 1.304       | 3,4         |             |             |
|                          | Martine Vallon           | VEC – Les Verts                                               | 1.272       | 3,3         |             |             |
|                          | Venise Lafon             | EXG – Ligue communiste révolutionnaire                        | 856         | 2,2         |             |             |
|                          | Monique Daniel           | CPNT – Chasse, pêche, nature et traditions                    | 716         | 1,9         |             |             |
|                          | Jean-Claude Silvy        | MPF – Mouvement pour la France                                | 543         | 1,4         |             |             |
|                          | Marie-France Lorenzelli  | ECO – Génération écologie                                     | 397         | 1,0         |             |             |
|                          | Micheline Panisse        | EXD – Mouvement national républicain                          | 260         | 0,7         |             |             |
|                          | Caroline Alonso          | EXG – Lutte Ouvrière                                          | 251         | 0,7         |             |             |
|                          | Bernard Jeanselme        | EXG – Parti des travailleurs                                  | 165         | 0,4         |             |             |
|                          | Catherine Piechota       | DIV – La France en action                                     | 153         | 0,4         |             |             |
|                          | Noël Chuisano            | DVD – Unabh.                                                  | 109         | 0,3         |             |             |
|                          | Jean Milanovic           | DIV – Unabh.                                                  | 83          | 0,2         |             |             |
| Gesamt                   | Gesamt                   | Gesamt                                                        | 38.197      | 100         | 39.729      | 100         |
|                          |                          |                                                               |             |             |             |             |
| Ungültige Stimmen        | Ungültige Stimmen        | Ungültige Stimmen                                             | 754         | 1,9         | 1.200       | 2,9         |
| Wähler                   | Wähler                   | Wähler                                                        | 38.951      | 66,6        | 40.929      | 70,0        |
| Wahlberechtigte          | Wahlberechtigte          | Wahlberechtigte                                               | 58.493      |             | 58.494      |             |
|                          |                          |                                                               |             |             |             |             |
| Quelle: Innenministerium |                          |                                                               |             |             |             |             |

### Parlamentswahl 2012
| Kandidaten               | Kandidaten                | Parteien                                         | 1. Wahlgang | 1. Wahlgang | 2. Wahlgang | 2. Wahlgang |
| Kandidaten               | Kandidaten                | Parteien                                         | Stimmen     | %           | Stimmen     | %           |
| ------------------------ | ------------------------- | ------------------------------------------------ | ----------- | ----------- | ----------- | ----------- |
|                          | Gilbert Sauvangewählt     | SOC – Parti socialiste                           | 12.286      | 33,0        | 20.785      | 58,6        |
|                          | Eliane Barreille          | UMP – Union pour un mouvement populaire          | 8.804       | 23,7        | 14.684      | 41,4        |
|                          | Ghislaine Aubert          | FN – Front national                              | 6.160       | 16,6        |             |             |
|                          | Jean-Louis Pin            | FG – Front de gauche (Parti communiste français) | 3.654       | 9,8         |             |             |
|                          | Gérard de Meester         | VEC – Europe Écologie-Les Verts                  | 3.014       | 8,1         |             |             |
|                          | Marie-Anne Baudoui-Maurel | DVD – Unabh.                                     | 1.187       | 3,2         |             |             |
|                          | Daniel Ragolski           | ECO – Alliance écologiste indépendante           | 693         | 1,9         |             |             |
|                          | Frédéric Santiago         | CEN – Mouvement démocrate                        | 565         | 1,5         |             |             |
|                          | Hubert Cabassut           | DVG – Mouvement républicain et citoyen           | 279         | 0,8         |             |             |
|                          | Caroline Alonso           | EXG – Lutte Ouvrière                             | 192         | 0,5         |             |             |
|                          | Joëlle Tebar              | NCE – Les Centristes                             | 180         | 0,5         |             |             |
|                          | Mireille Carle            | EXG – Nouveau Parti anticapitaliste              | 170         | 0,5         |             |             |
|                          | Ludivine Evano            | DVD – Debout la France                           | 0           | 0,0         |             |             |
| Gesamt                   | Gesamt                    | Gesamt                                           | 37.184      | 100         | 35.469      | 100         |
|                          |                           |                                                  |             |             |             |             |
| Ungültige Stimmen        | Ungültige Stimmen         | Ungültige Stimmen                                | 717         | 1,9         | 1.882       | 5,0         |
| Wähler                   | Wähler                    | Wähler                                           | 37.901      | 62,6        | 37.351      | 61,7        |
| Wahlberechtigte          | Wahlberechtigte           | Wahlberechtigte                                  | 60.582      |             | 60.572      |             |
|                          |                           |                                                  |             |             |             |             |
| Quelle: Innenministerium |                           |                                                  |             |             |             |             |

### Parlamentswahl 2017
| Kandidaten               | Kandidaten                | Parteien                                   | 1. Wahlgang | 1. Wahlgang | 2. Wahlgang | 2. Wahlgang |
| Kandidaten               | Kandidaten                | Parteien                                   | Stimmen     | %           | Stimmen     | %           |
| ------------------------ | ------------------------- | ------------------------------------------ | ----------- | ----------- | ----------- | ----------- |
|                          | Delphine Bagarrygewählt   | REM – La République en marche              | 10.640      | 34,2        | 15.609      | 63,6        |
|                          | Odile Brun                | FN – Front National                        | 5.502       | 17,7        | 8.933       | 36,4        |
|                          | Emmanuelle Gaziello       | FI – La France insoumise                   | 4.736       | 15,2        |             |             |
|                          | Brigitte Beaumeyer        | UDI – Union des démocrates et indépendants | 2.295       | 7,4         |             |             |
|                          | Colette Charriau          | ECO – Europe Écologie-Les Verts            | 1.621       | 5,2         |             |             |
|                          | Gérard Esmiol             | COM – Parti communiste français            | 1.580       | 5,1         |             |             |
|                          | Marie-Anne Baudoui-Maurel | DLF – Debout la France                     | 1.299       | 4,2         |             |             |
|                          | Bruno Bourjac             | DVD – Unabh.                               | 1.225       | 3,9         |             |             |
|                          | Florence Viti-Bertin      | RDG – Parti radical de gauche              | 861         | 2,8         |             |             |
|                          | Bruno Potie               | DIV – Unabh.                               | 568         | 1,8         |             |             |
|                          | Jonathan Barbarin         | ECO – Mouvement 100 % (AÉI – Sonst.)       | 401         | 1,3         |             |             |
|                          | Claire Bouvier            | DIV – Union populaire républicaine         | 227         | 0,7         |             |             |
|                          | Catherine Zaparty         | EXG – Lutte Ouvrière                       | 137         | 0,4         |             |             |
| Gesamt                   | Gesamt                    | Gesamt                                     | 31.092      | 100         | 24.542      | 100         |
|                          |                           |                                            |             |             |             |             |
| Leere Stimmzettel        | Leere Stimmzettel         | Leere Stimmzettel                          | 698         | 2,2         | 2.531       | 9,0         |
| Ungültige Stimmzettel    | Ungültige Stimmzettel     | Ungültige Stimmzettel                      | 315         | 1,0         | 962         | 3,4         |
| Wähler                   | Wähler                    | Wähler                                     | 32.105      | 52,5        | 28.035      | 45,9        |
| Wahlberechtigte          | Wahlberechtigte           | Wahlberechtigte                            | 61.143      |             | 61.138      |             |
|                          |                           |                                            |             |             |             |             |
| Quelle: Innenministerium |                           |                                            |             |             |             |             |

### Parlamentswahl 2022
| Kandidaten               | Kandidaten              | Parteien                                                                       | 1. Wahlgang | 1. Wahlgang | 2. Wahlgang | 2. Wahlgang |
| Kandidaten               | Kandidaten              | Parteien                                                                       | Stimmen     | %           | Stimmen     | %           |
| ------------------------ | ----------------------- | ------------------------------------------------------------------------------ | ----------- | ----------- | ----------- | ----------- |
|                          | Christian Girardgewählt | RN – Rassemblement National                                                    | 8.912       | 28,5        | 14.791      | 51,2        |
|                          | Delphine Bagarry        | NUP – Nouvelle union populaire écologique et sociale (Les Nouveaux Démocrates) | 8.744       | 28,0        | 14.102      | 48,8        |
|                          | Paul Audan              | ENS – Ensemble ! (La République en marche)                                     | 7.008       | 22,4        |             |             |
|                          | Laurine Miffred         | REC – Reconquête                                                               | 1.728       | 5,5         |             |             |
|                          | Sylvie Lyons            | SOC – Parti socialiste                                                         | 1.249       | 4,0         |             |             |
|                          | Nicole Van Heesbeke     | ECO – Tous unis pour le vivant (Mouvement hommes animaux nature)               | 772         | 2,5         |             |             |
|                          | Romaric Giamonico       | DSV – Debout la France                                                         | 749         | 2,4         |             |             |
|                          | Bruno Potie             | DIV – Unabh.                                                                   | 619         | 2,0         |             |             |
|                          | Dominique Blanc         | DVD – Alliance centriste                                                       | 544         | 1,7         |             |             |
|                          | Patricia Rolland        | ECO – Écologie au centre                                                       | 423         | 1,4         |             |             |
|                          | Annabelle Ros           | DXG – Lutte Ouvrière                                                           | 302         | 1,0         |             |             |
|                          | Pascal Recotillet       | REG – Régions et peuples solidaires                                            | 195         | 0,6         |             |             |
| Gesamt                   | Gesamt                  | Gesamt                                                                         | 31.245      | 100         | 28.893      | 100         |
|                          |                         |                                                                                |             |             |             |             |
| Leere Stimmzettel        | Leere Stimmzettel       | Leere Stimmzettel                                                              | 682         | 2,1         | 2.635       | 8,1         |
| Ungültige Stimmzettel    | Ungültige Stimmzettel   | Ungültige Stimmzettel                                                          | 228         | 0,7         | 975         | 3,0         |
| Wähler                   | Wähler                  | Wähler                                                                         | 32.155      | 51,9        | 32.503      | 52,4        |
| Wahlberechtigte          | Wahlberechtigte         | Wahlberechtigte                                                                | 61.962      |             | 61.975      |             |
|                          |                         |                                                                                |             |             |             |             |
| Quelle: Innenministerium |                         |                                                                                |             |             |             |             |

### Parlamentswahl 2024
| Kandidaten               | Kandidaten              | Parteien                                        | 1. Wahlgang | 1. Wahlgang | 2. Wahlgang | 2. Wahlgang |
| Kandidaten               | Kandidaten              | Parteien                                        | Stimmen     | %           | Stimmen     | %           |
| ------------------------ | ----------------------- | ----------------------------------------------- | ----------- | ----------- | ----------- | ----------- |
|                          | Christian Girardgewählt | RN – Rassemblement National                     | 18.616      | 44,3        | 21.536      | 54,2        |
|                          | Félix Blanc             | UG – Nouveau Front populaire (Les Écologistes)  | 11.457      | 27,3        | 18.206      | 45,8        |
|                          | Benoît Gauvan           | ENS – Ensemble pour la République (Renaissance) | 8.132       | 19,3        | –           | –           |
|                          | Sandra Raponi           | LR – Les Républicains                           | 2.956       | 7,0         |             |             |
|                          | Patricia Campart        | REC – Reconquête                                | 468         | 1,1         |             |             |
|                          | Annabel Ros             | EXG – Lutte Ouvrière                            | 396         | 0,9         |             |             |
|                          | Nadia Lakhlef           | UDI – Union des démocrates et indépendants      | 1           | 0,0         |             |             |
| Gesamt                   | Gesamt                  | Gesamt                                          | 42.026      | 100         | 39.742      | 100         |
|                          |                         |                                                 |             |             |             |             |
| Leere Stimmzettel        | Leere Stimmzettel       | Leere Stimmzettel                               | 871         | 2,0         | 2.804       | 6,4         |
| Ungültige Stimmzettel    | Ungültige Stimmzettel   | Ungültige Stimmzettel                           | 382         | 0,9         | 964         | 2,2         |
| Wähler                   | Wähler                  | Wähler                                          | 43.279      | 70,4        | 43.510      | 70,8        |
| Wahlberechtigte          | Wahlberechtigte         | Wahlberechtigte                                 | 61.473      |             | 61.472      |             |
|                          |                         |                                                 |             |             |             |             |
| Quelle: Innenministerium |                         |                                                 |             |             |             |             |

## Weblink
- Les archives des résultats des élections en France. In: Ministere de l’Interieur. Abgerufen am 3. November 2023 (französisch).